# Yonaka
Yonaka (stylisé YONAKA) est un groupe britannique de rock alternatif, originaire de Brighton, en Sussex de l'Est, Angleterre. Le groupe est composé de Theresa Jarvis au chant, George Edwards à la guitare, et Alex Crosby à la basse et aux claviers. Yonaka sort son premier album, Don't Wait 'Til Tomorrow, le 31 mai 2019.

## Histoire
Yonaka se produit sur la scène de BBC Introducing lors du Big Weekend de Radio 1 en 2016 et sort son premier EP, Heavy, l'année suivante. En 2018, le groupe sort deux autres EP, Teach Me to Fight et Creature. La chanson titre de Creature atteint la première place du Kerrang! Rock Chart en décembre 2018. À l'automne 2018, le groupe part en tournée européenne avec Bring Me the Horizon et Fever 333 et, en octobre 2018, il joue une session de quatre titres dans les studios de la BBC Maida Vale, au cours de laquelle il présente un mash-up en direct des chansons Jumpsuit et Paparazzi. Teach Me to Fight est utilisée comme chanson thème officielle du pay-per-view WWE Fastlane en mars 2019 et dans Destin : La Saga Winx.
En mai 2019, Yonaka signe avec le label américain Fueled by Ramen, avant la sortie de leur premier album, Don't Wait 'Til Tomorrow, le 31 mai. L'album atteint la 38e place du UK Albums Chart et la 10e place du UK Vinyl Albums Chart. Le groupe est également nommé pour le prix de la « meilleure révélation britannique » aux Kerrang! Awards de 2019. En décembre 2019, ils figurent sur le morceau Tapes de Bring Me the Horizon, qui apparaît sur leur EP Music to Listen to....
Le 27 janvier 2021, le groupe sort Seize the Power, le premier single officiel de leur mixtape du même nom. À propos de ce titre, Yonaka commente que : « ça fait si longtemps qu'on avait pas sorti de nouvelle musique et le moment est enfin venu ; c'est un nouveau chapitre pour nous. On veut que vous vous perdiez dans un sentiment de force et d'autonomisation en écoutant cette chanson ». La mixtape sort le 15 juillet 2021 et comprend des apparitions de Fever 333 et Barns Courtney. Yonaka est programmé pour la tournée européenne et britannique 2023 Fever Dream de Palaye Royale pour la promotion de Seize the Power

## Discographie partielle

### Albums studio
- 2019 : Don't Wait 'Til Tomorrow

### EP
- 2017 : Heavy
- 2018 : Teach Me to Fight
- 2018 : Creature
- 2023 : Welcome to My House